# Valeriu Traian Frențiu
Valeriu Traian Frențiu (Reșița, 25 aprile 1875 – Sighetu Marmației, 11 luglio 1952) è stato un vescovo cattolico rumeno della Chiesa greco-cattolica rumena.

## Biografia
Valeriu Traian Frențiu nacque a Reșița il 25 aprile 1875 da Ioachim, sacerdote greco-cattolico, e Rozalia (nata Demetra).

### Formazione e ministero sacerdotale
Dopo aver frequentato le scuole superiori a Blaj, studiò teologia a Budapest.
Il 28 settembre 1898 fu ordinato presbitero per l'eparchia di Lugoj. Subito dopo l'ordinazione ottenne una borsa di studio per studiare a Vienna presso l'Istituto di Sant'Agostino dove rimase fino al 1902 quando conseguì il dottorato in teologia. Rientrato in diocesi fu cancelliere e archivista eparchiale dal 1902 al 1904, parroco e protopope a Orăștie dal 1904 al 1912 e vicario episcopale di Hațeg dall'inizio del 1912.

### Ministero episcopale
Il 14 dicembre 1912 papa Pio X lo nominò eparca di Lugoj. Ricevette l'ordinazione episcopale il 14 gennaio 1913 nella cattedrale della Santissima Trinità di Blaj dall'arcieparca metropolita di Făgăraș e Alba Iulia Victor Mihaly de Apşa, co-consacranti l'eparca di Gran Varadino dei Rumeni Demetriu Radu e quello di Cluj-Gherla Vasile Hossu.
Il 25 febbraio 1922 papa Pio XI lo nominò eparca di Gran Varadino dei Rumeni. Prese possesso dell'eparchia il 3 maggio 1922 con la partecipazione di un gran numero di sacerdoti e laici. Il suo programma, annunciato in quell'occasione, si focalizzò sul ripristinare il profilo morale e religioso dei fedeli dell'eparchia, ancora scossi dalle conseguenze della prima guerra mondiale. Egli ritenne che questo sarebbe potuto derivare dall'utilizzo di raduni religiosi. I più importanti erano il "Mariane", per le donne, e il "Pauliene", per gli uomini. Vennero organizzati missioni d'incontro e associazione di fedeli, destinati ad assistere al lavoro di riforma del clero. I preti erano tenuti a partecipare a esercizi spirituali regolarmente. Grazie alla vendita delle terre dell'eparchia vennero costruite o riparate diverse chiese e case parrocchiali e modernizzata la stazione climatica di Stana de Vale. Nel 1925 venne costruito l'hotel "Excelsior", oggi scomparso, dotato di riscaldamento autonomo, cinema, pista da bowling, alloggi specifici per militari e un giardino botanico costruito dal professor Alexandru Borza. Nel 1936 venne attivata una linea ferroviaria e, infine, nel 1939, venne realizzata una bella chiesa in pietra, demolita tra il 1961 e il 1962 dal regime comunista.
Nel 1923 compì la visita ad limina a Roma. Lì venne insignito del titolo di Assistente al Soglio Pontificio, che nel maggio del 1925 sarà concesso anche agli eparchi Iuliu Hossu e Alexandru Niculescu Astada, a capo di un folto gruppo di pellegrini. Il 15 e il 16 giugno 1927 presiedette le celebrazioni per il 150º anniversario della fondazione dell'eparchia di Gran Varadino dei Rumeni. Per l'occasione papa Pio XI gli concesse il pallio, paramento solitamente riservato agli arcivescovi metropoliti. Questa cerimonia fu immortalata con l'apposizione di una scritta sulla parete nord della cattedrale di San Nicola. In essa si esprimeva fedeltà al "glorioso re rumeno Ferdinando I", si ribadiva la professione solenne della "fede cattolica" e la devozione alla cattedra papale, personificata da papa Pio XI.
L'opera di monsignor Frențiu fu apprezzata dal governo monarchico rumeno che nel 1926 gli assegnò la classe di grand'ufficiale dell'Ordine della Corona "in ricompensa per il suo lavoro nella Chiesa." Nel 1928 organizzò e promosse le celebrazioni per il centenario della fondazione della scuola "Samuil Vulcan" di Beiuş, un vero e proprio evento culturale che vide la partecipazione di numerose personalità pubbliche.
Monsignor Frențiu promosse la stampa di diversi periodici come Vestitorul, stampato a Oradea senza interruzione dal 1925 al 1948, e Observatorul, stampato a Beiuş dal 1928 al 1934. Per garantire una preparazione più accurata del clero, nel 1922 il seminario greco-cattolico di Oradea venne elevato al rango di Accademia teologica e fornito di docenti altamente qualificati. Fino alla sua soppressione nel 1948, formò laureati con solide conoscenze specialistiche. Come maestro del coro della cattedrale di San Nicola scelse il sacerdote e compositore Francisc Hubic che introdusse la musica sacra con accompagnamento di orchestra. Il coro fece concerti in luoghi diversi anche al di fuori dell'eparchia.
Il 5 settembre 1937 consacrò la chiesa di Madaras e l'8 dello stesso mese quella di Bócsa, in Ungheria.
Dopo la morte di monsignor Alexandru Nicolescu, avvenuta il 5 giugno 1941, venne nominato amministratore apostolico dell'arcieparchia di Făgăraș e Alba Iulia. Lasciò l'eparchia di Gran Varadino dei Rumeni alla guida del suo ausiliare, monsignor Ioan Suciu. Nel 1947 tornò a Oradea.
Nel 1948 il nuovo regime comunista mise fuori legge la Chiesa greco-cattolica rumena. A monsignor Frențiu fu chiesto di passare all'ortodossia ma rifiutò. Il 28 ottobre 1948 venne arrestato e portato alla villa patriarcale di Dragoslavele, trasformata in luogo di prigionia per il clero greco-cattolico. Rifiutò nuovamente di aderire alla Chiesa ortodossa rumena. Nel febbraio del 1949 venne trasferito nel monastero Căldărușani a Gruiu, vicino a Bucarest. Lì la notte di Natale del 1949 consacrò clandestinamente vescovo Ioan Cherteș. Non fu mai processato e condannato.
Nel 1950 venne trasferito nel carcere di Sighetu Marmației, dove non riuscì più a sopportare le crudeltà perpetrate dal regime e morì l'11 luglio 1952. Come gli altri vescovi, fu sepolto di notte, senza bara in una fossa comune nel locale cimitero dei poveri. Come le tombe dei suoi confratelli, anche sulla sua fu evitato alcun segno per evitare pellegrinaggi.
Nel 2011, su proposta dell'Associazione generale dei rumeni uniati di Reșița, con un progetto presentato da Mihele Bogdan Andrei, presidente della sezione di Reșița, il consiglio locale della città di Reșița, deliberò la concessione della cittadinanza onoraria a monsignor Frențiu. Il titolo venne concesso l'11 aprile 2012 in una festa che vide la consacrazione di un busto di monsignor Frențiu nel cortile della chiesa greco-cattolica di Reșița. In questa occasione la divina liturgia venne celebrata da monsignor Alexander Lugojului e da monsignor Virgil Bercea, eparca di Gran Varadino dei Rumeni.

## Beatificazione
Il processo di beatificazione iniziò il 28 gennaio 1997 con la dichiarazione di nihil obstat alla causa. Tale atto gli concesse il titolo di Servo di Dio. Il processo eparchiale approfondì la sua vita e quella degli altri sei vescovi greco-cattolici perseguitati dal regime comunista attraverso la raccolta di documentazione e testimonianze. Esso si svolse dal 16 gennaio 1997 al 10 marzo 2009. Alla fine di questo processo locale le conclusioni vennero inviate alla Congregazione delle cause dei santi a Roma che convalidò il processo il 18 febbraio 2011. Il 27 maggio dell'anno successivo venne nominato un relatore per aiutare il postulatore a redigere la positio. Nell'aprile del 2018 la positio venne consegnata alla Congregazione delle cause dei santi.
Il 19 marzo 2019 papa Francesco ricevette in udienza privata il cardinale Giovanni Angelo Becciu, prefetto della Congregazione delle cause dei santi, e lo autorizzò a promulgare il decreto riguardante il martirio dei Servi di Dio Valeriu Traian Frențiu, Vasile Aftenie, Ioan Suciu, Titu Liviu Chinezu, Ioan Bălan, Alexandru Rusu e Iuliu Hossu, vescovi; uccisi in odio alla Fede in diversi luoghi della Romania tra il 1950 e il 1970.
Vennero beatificati il 2 giugno 2019 durante una cerimonia tenutasi al Campo della Libertà di Blaj e presieduta da papa Francesco.
Il postulatore per questa causa di beatificazione congiunta fu padre Vasile Man. Il relatore fu il frate francescano conventuale Zdzisław Kijas.

## Genealogia episcopale e successione apostolica
La genealogia episcopale è:
- Patriarca Geremia II Tranos
- Arcivescovo Michal Rahoza
- Arcivescovo Hipacy Pociej
- Arcivescovo Iosif Rucki
- Arcivescovo Antin Selava
- Arcivescovo Havryil Kolenda
- Arcivescovo Kyprian Žochovs'kyj
- Arcivescovo Lev Zaleski
- Arcivescovo Jurij Vynnyc'kyj
- Arcivescovo Luka Lev Kiszka
- Vescovo György Bizánczy
- Vescovo Inocențiu Micu-Klein, O.S.B.M.
- Vescovo Mihály Emánuel Olsavszky, O.S.B.M.
- Vescovo Vasilije Božičković, O.S.B.M.
- Vescovo Grigore Maior, O.S.B.M.
- Vescovo Ioan Bob
- Vescovo Samuel Vulcan
- Vescovo Ioan Lemeni
- Vescovo Vasile Erdély
- Arcivescovo Alexandru Şterca Şuluţiu de Kerpenyes
- Vescovo Iosif Papp-Szilágyi
- Arcivescovo Ioan Vancea
- Arcivescovo Victor Mihaly de Apşa
- Vescovo Valeriu Traian Frențiu

La successione apostolica è:
- Vescovo Florian Stan (1922)
- Vescovo Ioan Suciu (1940)
- Vescovo Titu Liviu Chinezu (1949)
- Arcivescovo Ioan Cherteș (1949)